# Kleinbracher Straße 4 (Kleinbrach)

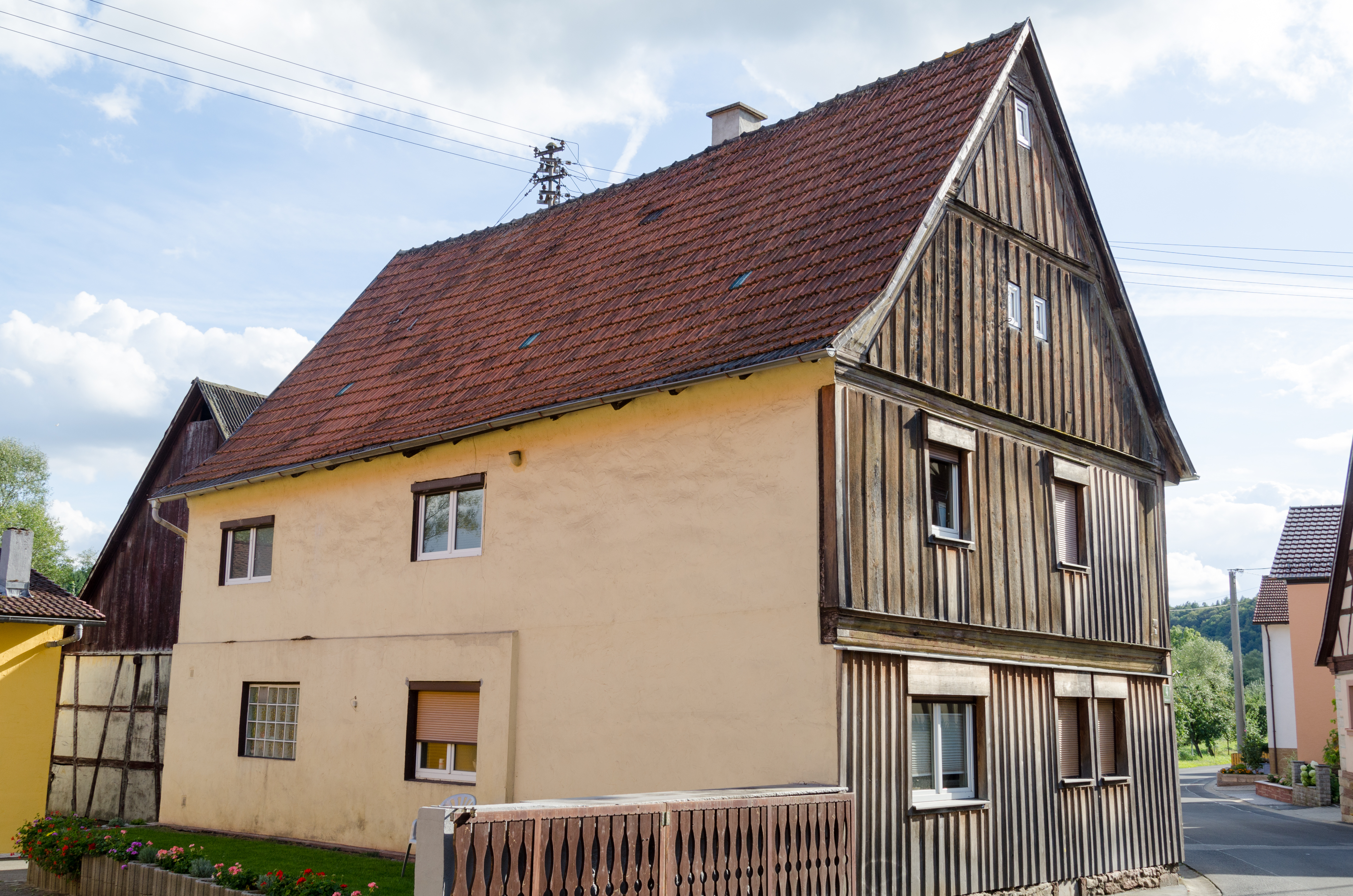
Kleinbracher Straße 4 in Bad Kissingen, Kleinbrach

Das Anwesen Kleinbracher Straße 4 in der Kleinbracher Straße in Kleinbrach, einem Stadtteil von Bad Kissingen, der Großen Kreisstadt des unterfränkischen Landkreises Bad Kissingen gehört zu der Bad Kissinger Baudenkmälern und ist unter der Nummer D-6-72-114-196 in der Bayerischen Denkmalliste registriert.

## Geschichte
Das ehemalige Wohnstallhaus entstand laut Bezeichnung im Jahr 1614. Es handelt sich um einen zweigeschossigen, verputzten Fachwerkbau mit massivem Erdgeschoss und Satteldach. Die barocken Elemente des Anwesens finden sich im Gesamthabitus, den profilierten hölzernen Gesimsen zwischen den Geschossen und den geschnitzten Eckständern des Obergeschosses. An der Nordseite ist das Anwesen holzverkleidet.
Der Hof des Anwesens beherbergt den ehemaligen Dorfbrunnen.